# Лагуна Апойо (природный заповедник)
Лагуна Апойо (исп. Reserva Natural Laguna de Apoyo) — природный заповедник, расположенный между департаментами Масая и Гранада в Никарагуа. Озеро Апойо было объявлено заповедником в 1991 году и находится под управлением Министерства окружающей среды и природных ресурсов Никарагуа (MARENA). Входит в число 79 охраняемых территорий Никарагуа. Деятельность в заповеднике регулируется планом управления, утвержденным в 2010 году, который запрещает строительство жилья на территории заповедника и использование моторизованных транспортных средств на озере.
Геологические данные указывают на то, что озеро Апойо возникло около 23 000 лет назад.

## География и гидрология
Лагуна де Апойо —  эндорейское озеро, занимающее кратер потухшего вулкана. Озеро имеет почти круглую форму, диаметром около 6,6 км. Его глубина составляет 175 м, а площадь — 19,44 км². Водосборный бассейн озера занимает 38 км²; приток и отток подземных вод играют важную роль в водном балансе озера. По данным никарагуанских гидрологов, уровень воды в озере снизился на 10 м за примерно 30 лет, с 2002 года до середины 2000-х.

## Флора и фауна
Заповедник охватывает экосистему тропического засушливого леса, в которой растительность состоит более чем из 500 видов растений и тропических засушливых деревьев, таких как почоте, черное розовое дерево, махагони, гуакамол и гуакуко, а также большое разнообразие орхидей. Фауна включает млекопитающих, таких как пятнистые белки, опоссумы, муравьеды, паки, ягуарунди, ревуны и белолицые капуцины. Также в заповеднике обитает множество рептилий, таких как зеленые игуаны и обыкновенные удавы. Зафиксировано более 230 видов птиц, среди которых оропендолы, соколы, колибри и 65 видов мигрирующих видов птиц. В заповеднике документировано 220 видов бабочек, включая 25 новых для Никарагуа, а также десятки видов моллюсков.
Озеро Апойо также содержит множество видов рыб, включая шесть эндемичных видов цихлид из рода Amphilophus. Один из этих видов — Amphilophus zaliosus, описан в 1976 году. Ещё три вида были описаны в 2008 году многонациональной исследовательской группой под руководством никарагуанской НПО FUNDECI/GAIA, которая управляет исследовательской станцией на берегу озера. Ещё два вида цихлид были описаны только в 2010 году. Кроме эндемиков, в озере также обитают три вида цихлид (Parachromis managuense, Oreochromis aureus и O. niloticus), два последних были интродуцированы людьми.

## Туризм
Озеро привлекает туристов разнообразными достопримечательностями, такими как темнопесчаные пляжи для купания, каякинг, пешие прогулки, подводное плавание, наблюдение за птицами, парапланеризм, катание на лодках и природа. В лагуне много пемзы, которую местные жители добывают для использования в текстильной промышленности. В последнее время на территории заповедника были найдены петроглифы и артефакты коренных народов.
В заповеднике действуют строгие законы, ограничивающие человеческую деятельность, и несколько проектов по строительству жилых домов были остановлены. Многие землевладельцы вовлечены в судебные разбирательства с Министерством природных ресурсов в соответствии с законами, касающимися природных заповедников в Никарагуа.